# Aloe tomentosa x secundiflora
Aloe tomentosa x secundiflora é uma espécie de liliopsida do gênero Aloe, pertencente à família Asphodelaceae.